# Sturmgeschütz IV
Sturmgeschütz IV (StuG IV, Sd.Kfz. 167) bylo německé útočné dělo používané za druhé světové války. Jednalo se o stroj, který byl postaven na podvozku tanku Panzerkampfwagen IV. Jeho sériová výroba začala koncem roku 1943 a stíhač tanků byl vyráběn až do konce 2. světové války v celkovém počtu 1 141 kusů.
Hlavním dodavatelem byl koncern Krupp. Základní výzbroj tvořil kanón 7,5 cm KwK 40 ráže 75 mm a na nástavbě byl umístěn kulomet MG34. Stroje pozdější produkce byly vybaveny vrhačem granátů Nahverteidigungswaffe, který sloužil k boji s pěchotou. Jako další protipěchotní zbraně sloužily dva samopaly MP40, které byly umístěny uvnitř vozidla. Většina vozidel byla také vybavena antimagnetickou vrstvou Zimmerit, která chránila vozidlo před umístěním magnetických min. Pro zvýšení ochrany prostoru řidiče, mechanici v polních dílnách umisťovali před kryt řidiče vrstvu železobetonu. Tyto stroje bylo možno potkat na všech frontách druhé světové války, kde sloužily až do úplného konce.